# Jaciment arqueològic de Can Teixidor
El Jaciment arqueològic de Can Teixidor és un jaciment arqueològic de l'època romana que es troba al Masnou (el Maresme), inclòs a l'Inventari del Patrimoni Arqueològic i Paleontològic de Catalunya.

## Accés
S'accedeix al jaciment des de la carretera BP-5002, pel carrer de Rosa Sensat (el Masnou) continuant a mà esquerra pel carrer de la Nau i en acabat a la dreta pel carrer del Galió. S'hi pot accedir també des de la N-II, en direcció Barcelona, entrant a la urbanització Can Teixidor per l'avinguda del Comte de Llar. Actualment es tracta d'una zona totalment urbanitzada.

## Descripció
Jaciment d'època romana documentat en base a troballes casuals i a les excavacions arqueològiques dutes a terme durant el mes de setembre de 1960 per Lluís Galera. Els treballs realitzats van permetre documentar un conjunt de murs que delimitaven un mínim de tres àmbits: al nord un àmbit sense nivells arqueològics, al centre una petita cambra rectangular d'1 m d'amplada, i al sud un àmbit de 7'90 m de llargada i com a mínim 3 m d'amplada al centre del qual s'hi localitzà un possible dipòsit revestit d'estuc vermellós a l'interior.

## Història
L'excavació proporcionà tot tipus de materials ceràmics, predominant la terra sigil·lada sudgàl·lica, terra sigil·lada hispànica i terra sigil·lada africana clara A, fet que situa els segles I-II dC com a període de més activitat.
Entre els mesos d'octubre i novembre de 1970, la major part de les restes foren destruïdes durant la construcció de la urbanització de Can Teixidor. En una rasa efectuada durant aquests treballs, el Lluís Galera va detectar la presència de dues sitges; una fou excavada pels obrers i l'altra fou excavada pel mateix Lluís Galera. Entre els materials recuperats d'aquesta intervenció, es documentaren ceràmiques romanes  -campaniana A, terra sigil·lada aretina, terra sigil·lada sudgàl·lica, terra sigil·lada hispànica i terra sigil·lada africana clara A, C i D- que indiquen una cronologia que abasta des del segle I aC fins al V dC.
D'altra banda, dins la Carta Arqueològica d'Alella fetaal 1987, s'exposa que en un indret indeterminat de Can Teixidor s'hi localitzà un vas sencer, dues bases i altres fragments ceràmics amb decoracions coronades i incises, procedents d'una necròpoli hallstàttica (segles VIII aC-VI aC). Es desconeix el context i lloc exacte de la troballa i l'any en què es van localitzar i la persona que les recuperà.
Donades les característiques de les troballes, es pot parlar de la hipotètica existència en aquest indret, d'un establiment rural d'explotació agropecuària d'època romana, tipus villae, que tindria el seu origen  a finals del segle II aC-principis del segle I aC,  que tingué una llarga ocupació amb un període d'esplendor durant els segles I-II dC i que entrà en crisi al segle V dC. És possible, donada la troballa de les ceràmiques prehistòriques, que aquest assentament romà coincideixi amb l'emplaçament, al mateix indret, d'una zona de tipologia indeterminada (s'ignora si es tracta d'una necròpolis o d'un espai d'hàbitat) del període bronze final-ferro.
A la prospecció efectuada el 2008, amb motiu de la revisió de la carta arqueològica del Maresme, no es documentaren restes materials ni estructurals a la zona que permetin aportar més informació. Donada la total urbanització de la zona se suposa la destrucció del jaciment.